# ماده غلظت‌دهنده

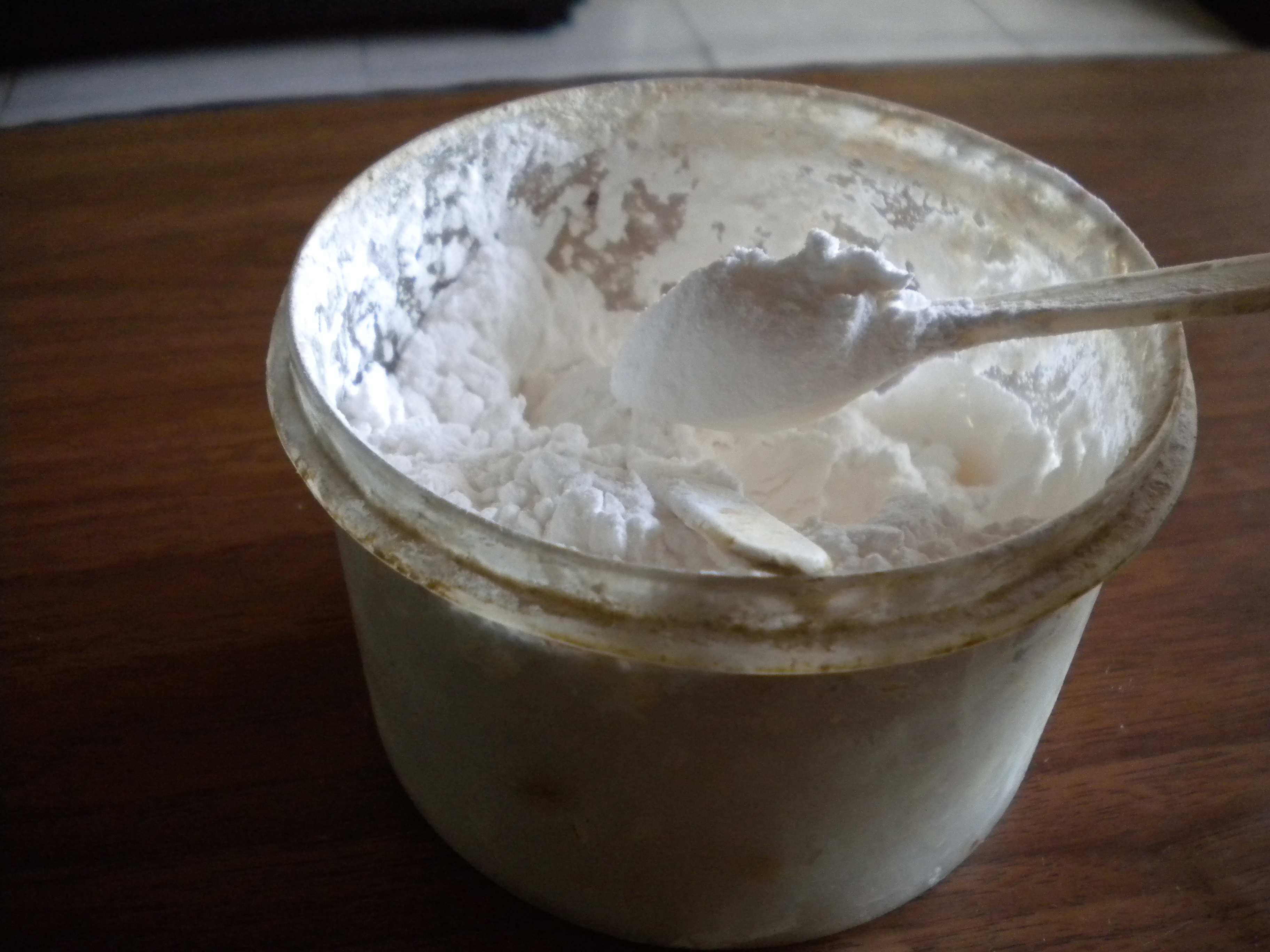
نشاسته سیب‌زمینی

ماده غلظت دهنده (انگلیسی: Thickening agent) یک هویت شیمیایی است که می‌تواند ویسکوزیته (گرانروی) مایع را بدون تغییر خواص دیگر آن افزایش دهد. غلظت‌دهنده‌های خوراکی معمولاً برای غلظت دادن به سس، سوپ و پودینگ بدون تغییر طعم و مزه اصلی آن استفاده می‌شود. همچنین غلظت‌دهنده‌ها غیرخوراکی در محصولات دیگری به مانند رنگ نقاشی، جوهر، مواد منفجره و لوازم آرایشی استفاده می‌شوند.